# إيفان أمايا
إيفان أمايا (بالإسبانية: Iván Amaya)‏ (3 سبتمبر 1978 في إسبانيا - ) هو لاعب كرة قدم إسباني في مركز الدفاع، شارك في الألعاب الأولمبية الصيفية 2000. وشارك مع منتخب إسبانيا تحت 21 سنة لكرة القدم ومنتخب إسبانيا تحت 23 سنة لكرة القدم. أما مع النوادي، فقد لعب مع أبولون ليماسول وأتلتيكو مدريد وإسبانيول ورايو فايكانو ب ورايو فايكانو وريال مورسيا وسيوداد دي مورسيا ونادي أودينيزي ونادي إلتشي ونادي خيتافي ونادي سان سباستيان دي لوس رييس ونادي غرناطة وCD Nuevo Puerta Bonita ‏.

## وصلات خارجية
- إيفان أمايا على موقع الاتحاد الدولي (مؤرشف)  (الإنجليزية)
- إيفان أمايا على موقع قاعدة بيانات كرة القدم.إي يو (الإنجليزية)
- إيفان أمايا على موقع Soccerway.com (الإنجليزية)
- إيفان أمايا على موقع أوليمبيديا (الإنجليزية)